# Okręty podwodne typu G-2
Okręty podwodne typu G-2 – amerykański typ okrętów podwodnych o konstrukcji jednokadłubowej z początku XX wieku; druga konstrukcja Simona Lake'a, która została przyjęta przez marynarkę amerykańską. Okręty te były konstrukcyjnie podobne do rok wcześniejszego USS „Seal” – pierwszego zaakceptowanego przez US Navy okrętu Lake'a, pozbawione były jednakże typowych dotąd dla jego konstrukcji kół oraz śluzy dla nurka.
W projekcie tym dwie stałe wyrzutnie torpedowe na rufie zastąpiły podwójne wyrzutnie umieszczone na pokładzie. Przez całą swą służbę we Flocie Atlantyku okręty te operowały jako jednostki szkolne oraz eksperymentalne.